# Anisorus quercus
Anisorus quercus là một loài bọ cánh cứng trong họ Cerambycidae.